# Douglass (månkrater)
För andra betydelser, se Douglass.
Douglass är en nedslagskrater på månen. Douglass har fått sitt namn efter den amerikanske astronomen Andrew Ellicott Douglass.
Kratern har en diameter på ungefär 50 km.

## Satellitkratrar
| Douglass | Latitud | Longitud | Diameter |
| -------- | ------- | -------- | -------- |
| C        | 36.7° N | 121.0° V | 28 km    |
| X        | 38.4° N | 123.8° V | 23 km    |